# Schuldnerfachberatungszentrum

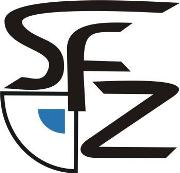
Logo SFZ

Die Forschungs- und Dokumentationsstelle für Verbraucherinsolvenz und Schuldnerberatung unterstützt die Arbeit der Verbraucherinsolvenzberatungsstellen in Rheinland-Pfalz durch Fachberatung, Weiterbildungsangebote und Beiträge zur konzeptionellen und strukturellen Entwicklung der Schuldner- und Insolvenzberatung. Zu deren Kernaufgaben gehört darüber hinaus die beratungsmethodische, juristische und medientechnische Fachberatung der Beratungsstellen.
Angegliedert ist das Schuldnerfachberatungszentrum (SFZ) ist an die Fachbereiche Sozialwissenschaften, Medien und Sport sowie Rechts- und Wirtschaftswissenschaften der Johannes Gutenberg-Universität Mainz.

## Entstehung
Das Schuldnerfachberatungszentrum wurde im Juni 1999 als Folge der Einführung der Insolvenzordnung und dem darin festgeschriebenen Verfahren für Verbraucherinsolvenzen eingerichtet.
Das Landesamt für Soziales, Jugend und Versorgung und das Ministerium für Arbeit, Soziales, Familie und Gesundheit entwickeln auf Grundlage eines vom Institut für Finanzdienstleistungen Hamburg (IFF) entwickelten Grobkonzeptes die Idee eines Schuldnerfachberatungszentrums für Rheinland-Pfalz (SFZ) zur Unterstützung der Beratungsstellen bei der Umsetzung von Verbraucherinsolvenzverfahren. Als Ziel wurde gesehen, das Schuldnerfachberatungszentrum als zentrale Anlaufstelle und Kompetenzzentrum für die Schuldnerberatungsstellen des Landes soll wichtige Beiträge zur Entwicklung der Schuldnerberatung, zur Umsetzung der Insolvenzordnung, zur Vernetzung der verschiedenen Akteure und zur unabhängigen Forschung im Feld leisten.

## Arbeitsziele
Auf Basis einer angestrebten Optimierung der Schuldnerberatung und gleichzeitiger Förderung in der Umsetzung der Insolvenzordnung leiten sich folgende Ziele ab:
- Unterstützung der nach § 305 Insolvenzordnung (InsO) anerkannten Schuldnerberatungsstellen in Rheinland-Pfalz
- Weiterentwicklung der Beratungsmethodik
- Informationsdienst und Öffentlichkeitsarbeit
- Koordinierung der Akteure und Angebote
- Unterstützung von Trägern, Verwaltung und Politik
- Begleitforschung
- Verringerung der Umsetzungskosten der InsO

## Arbeitsinhalte
Das Schuldnerfachberatungszentrum ist in die in Rheinland-Pfalz vergleichsweise stark entwickelte Arbeitsstruktur der Schuldnerberatung aktiv und häufig an führender Stelle eingebunden, insbesondere über die Mitarbeit im „Arbeitskreis Schuldnerberatung Rheinland-Pfalz“, in dem gemeinsam mit den zwei Verbänden der Beratungspraxis LIGA der Wohlfahrtspflege und Landesarbeitsgemeinschaft Schuldnerberatung Rheinland-Pfalz, dem zuständigen Landesministerium und dem Landesamt alle grundlegenden Themen der Schuldnerberatung in Rheinland-Pfalz besprochen werden.
Durch die zweimal jährlich an derzeit jeweils drei Orten in Rheinland-Pfalz veranstalteten Praxisforen für die Insolvenzberater ist das Schuldnerfachberatungszentrum auch an dem direkten Austausch der Beratungskräfte untereinander und an deren Kompetenzentwicklung beteiligt.
Pädagogisch / beratungsmethodische Unterstützungsangebote
Schuldnerberatung als Arbeitsfeld der Sozialen Arbeit und die Insolvenzberatung als ein Mittel der Wahl in der Schuldnerberatung zielen sowohl auf die wirtschaftlichen als auch die psychosozialen Problemlagen, die durch Überschuldung verursacht werden, bzw. zur Entstehung von Überschuldung maßgeblich beitragen. Dabei hat sich ein Konzept so genannter „ganzheitlicher“ Beratung entwickelt, das zur Vermeidung von Drehtüreffekten wiederkehrender Überschuldungslagen im Lebensverlauf der Ratsuchenden nicht nur die aktuellen wirtschaftlichen Überschuldungsprobleme zu lösen versucht, sondern auch die diesen zugrunde liegenden Strukturen in den Blick nimmt. Die pädagogisch / beratungsmethodische Fachberatung unterstützt die Schuldnerberatungsstellen bei dieser Aufgabe durch Beratungsangebote und durch die Entwicklung und Durchführung von Projekten.
Aktuelle Arbeitsgebiete sind unter anderem das Projekt finanziell fit, ein Bildungsangebot für junge Erwerbslose unter 25 Jahren sowie die Unterstützung bei der Studie Armut, Schulden und Gesundheit durch das Institut für Arbeits-, Sozial- und Umweltmedizin der Uni Mainz. Ziel ist die Erforschung von gesundheitlichen Auswirkungen von Armut und Schulden.
Juristische Unterstützungsangebote
Am 1. Januar 1999 ist die Insolvenzrechtsreform in Kraft getreten. Im Zuge dieser Reform hat der Gesetzgeber das Verbraucherinsolvenzverfahren und damit verbunden die Möglichkeit der Restschuldbefreiung für Privatpersonen eingeführt. Daraus haben sich für die Schuldnerberatungsstellen neue Anforderungen an die rechtlichen Kompetenzen gestellt. Das Schuldnerfachberatungszentrum unterstützt die Beratungsstellen durch eine juristische Fachberatung. Neben dem Insolvenzrecht werden auch Fragen aus dem Zwangsvollstreckungsrecht, allgemeines Zivilrecht, Unterhaltsrecht, Kreditsicherungsrecht, Sozialhilferecht, Bankrecht und Recht des Zahlungsverkehrs bearbeitet.
Aktuelle Arbeitsgebiete sind unter anderem die Mitwirkung bei dem Arbeitskreis Gewerbliche Schuldnerberatung, bei dem es um die Sicherstellung von seriösen Schuldnerberatungsangeboten geht, sowie die Bearbeitung der Auswirkungen von Hartz IV und dem neuen SGB II auf die Schuldnerberatung.
Medientechnische Unterstützungsangebote
Das im Jahr 2000 begonnene Projekt „Schuldnerfachberatung online“ wurde 2001 neben der juristischen und der pädagogisch-methodischen Fachberatung als medientechnische Fachberatung fest in das Schuldnerfachberatungszentrum integriert. Die in diesem Rahmen erarbeitete Homepage konnte im Herbst 2001 den Schuldnerberatungsstellen in Rheinland-Pfalz als aktuelle Informations- und Kommunikationsplattform zur Verfügung gestellt werden und hat sich seitdem zu einem unerlässlichen Transportmedium für die Informationsvermittlung zwischen dem Schuldnerfachberatungszentrum und den rheinland-pfälzischen Schuldnerberatungsstellen entwickelt. Daneben beschäftigt sich die medientechnischen Fachberatung in allen Fragen des Umgangs mit neuen elektronischen Medien in der Schuldnerberatung, insbesondere zur Standardsoftware (insb. zu Microsoft Outlook und zur Schuldnerberatungssoftware CAWIN) sowie zum Thema Datenschutz/Datensicherheit.
Aktuelle Arbeitsgebiete sind unter anderem das Onlineprojekt Schuldnerberatung in Europa, bei dem ein Überblick über die Schuldnerberatung in den europäischen Nachbarländern erstellt wird, sowie das Projekt Schuldnerberatung online. Hier geht es um die Unterstützung bei der Entwicklung von Onlineberatung von überschuldeten Ratsuchenden durch internetbasierte Beratungsangebote.